# Lama guanicoe

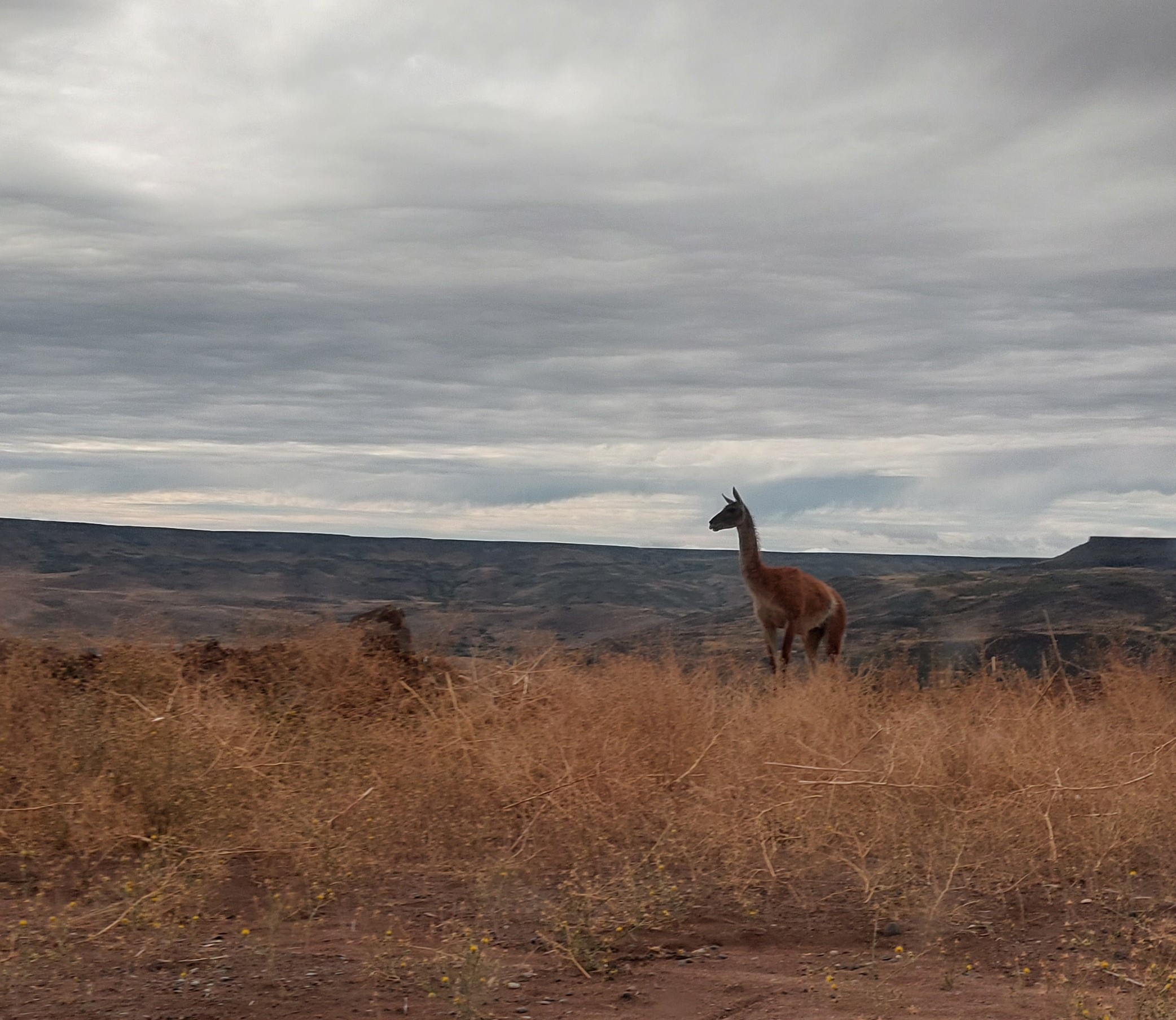
Guanaco Patagónico, a orillas de la Rinconada, sobre Ruta N°40. Provincia de Neuquén

El guanaco (Lama guanicoe) es una especie de mamífero artiodáctilo de la familia Camelidae propia de América del Sur. Es un animal salvaje, en oposición a la llama (Lama glama) que es doméstica. Es de huesos finos, con una altura aproximada de 1,60 metros y cerca de 90 kilogramos de peso. Los guanacos jóvenes son llamados chulengos.
Su nombre proviene del quechua, wanaku. Es uno de los pocos mamíferos que pueden beber agua salada sin ningún problema.

## Taxonomía
Según la Lista Roja de la UICN se clasifica como una especie diferente, Lama guanicoe, con dos subespecies: Lama guanicoe cacsilensis o «guanaco peruano» y Lama guanicoe guanicoe o «guanaco sureño». Mammals Species of the World las categoriza de forma provisional como dos subespecies de Lama glama: L. g. cacsilensis y L. g. guanicoe.

## Características

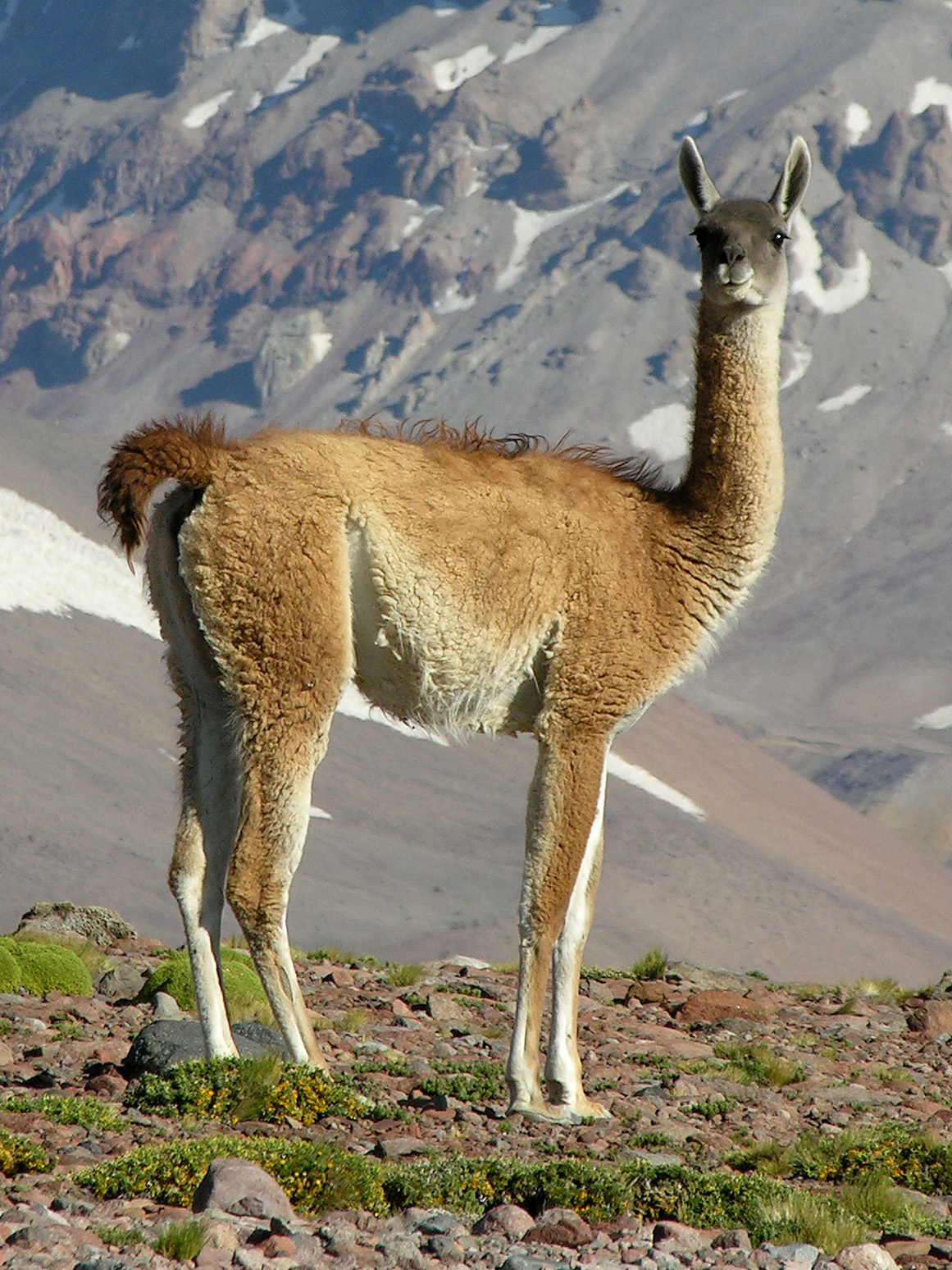
Guanaco en San Carlos (provincia de Mendoza, Argentina).

Al igual que la llama, (camélido doméstico que desciende del guanaco) el guanaco es un camélido que es incluso más escaso que la alpaca. Está revestido por un pelaje doble y grueso que lo protege.
Su altura a la cruz es de 1 a 1,2 m y, si se incluye la cabeza, entre 1,8 a 1,9 m. Los guanacos se caracterizan por ser los animales de mayor tamaño de Chile y la Patagonia (exceptuando los mamíferos marinos). Su peso es típicamente el doble que el de las vicuñas, alrededor de los 100 kg, pero puede alcanzar hasta los 140 kg. Su pelaje es más largo que el de la vicuña pero más corto que el de la alpaca; es también de excelente calidad y de color rojizo en los guanacos sureños del Perú. El diámetro de la fibra oscila entre 16 y 18 micrómetros, y es muy liviana porque, a diferencia de la lana de oveja y a semejanza con la de la vicuña, es hueca.
Una característica de los guanacos es que tienen la cabeza oscura y la parte ventral y las patas de color más blanquecino. Sus colores les ayudan a camuflarse en los hábitats desérticos y pastizales. Tienen ojos grandes con pestañas gruesas para protegerse del polvo y suciedad. Sus orejas son grandes y puntiagudas. Aunque están relacionados con los camellos, los guanacos no tienen gibas, pero sí tienen pies como los camellos, con dos dedos de pie acolchados para caminar por terrenos pedregosos. 
El guanaco norteño es el antecesor de la llama. El promedio de vida del animal es de 20 a 25 años.

### Comportamiento
El guanaco tiene hábitos diurnos. Vive en rebaños pequeños conformados por un macho y varias hembras con sus crías. Si el macho detecta algún peligro advierte al grupo mediante un balido.
El guanaco puede correr a unos 64 km/h. La velocidad es importante para su supervivencia, debido a que en los lugares abiertos donde viven no hay donde esconderse fácilmente. El chulengo puede correr poco después de nacer. El guanaco también es un buen nadador y puede atravesar los arroyos de montañas. 

Su principal depredador es el puma. Otro depredador en forma ocasional es el zorro culpeo o colorado. Aunque los ataques se observaron en solitario, este zorro posee dimensiones corporales respetables para dar caza a crías e incluso adolescentes. Este comportamiento era desconocido hasta 2007, cuando se empezó a observar la depredación en la reserva Karukinka, en Tierra del Fuego. Los científicos estipulan la razón de la supuesta nueva depredación a la adversa condición climática de la isla, que hace escasear el alimento y debilita los animales. También se piensa como factor la ausencia de pumas en Tierra del Fuego, que permite ocupar al zorro el nicho ecológico de aquel. Por último, se presume que este comportamiento no es nuevo, ya que el zorro es nocturno, hábito que le permite cobrar presas en mayoría, pero dificulta la observación. Ante la amenaza del zorro colorado, los guanacos recurren a estrategias de cooperación para proteger a sus crías con una formación de escudo, un círculo alrededor de los vulnerables. Si tiene éxito saca a patadas al cánido, aunque es imposible hacerlo con un puma. La vida en grupo es una importante estrategia contra la depredación. Los efectos de dilución y detección temprana permiten a los guanacos que viven en grupos a pasar menos tiempo vigilando y más tiempo forrajeando, que los guanacos que viven solos.

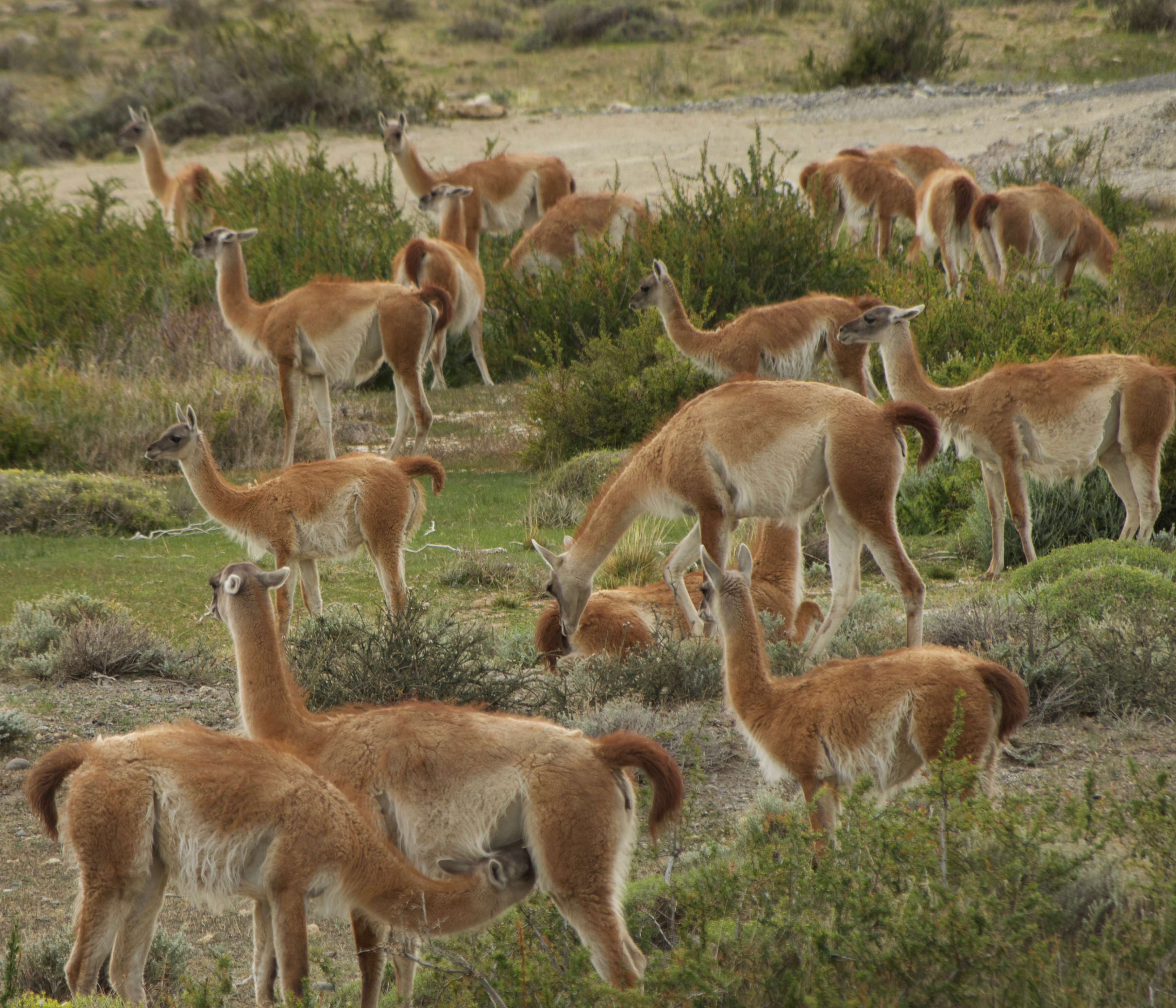
Una manada de guanacos.

### Alimentación
Se alimenta de hierbas, musgo y tubérculos. Los guanacos son conocidos por su gran habilidad para escupir, tanto saliva como hierbas que puedan estar masticando. Su labio superior partido actúa como dedos para ayudar el proceso de comer. El guanaco tiene un sistema digestivo especializado y por eso puede comer muchos tipos de comida y absorber la mayor cantidad de nutrientes de plantas. No tiene que beber agua porque recibe suficiente agua de sus alimentos.

### Reproducción
La época de celo ocurre entre noviembre y febrero. Los machos se tornan entonces agresivos y luchan entre sí por las hembras. Después de once meses de gestación nace una sola cría.  Su sistema de apareamiento es poligínico. 
El guanaco vive en un grupo familiar que tiene un macho adulto, varias hembras adultas, y bebés de menos de un año. 

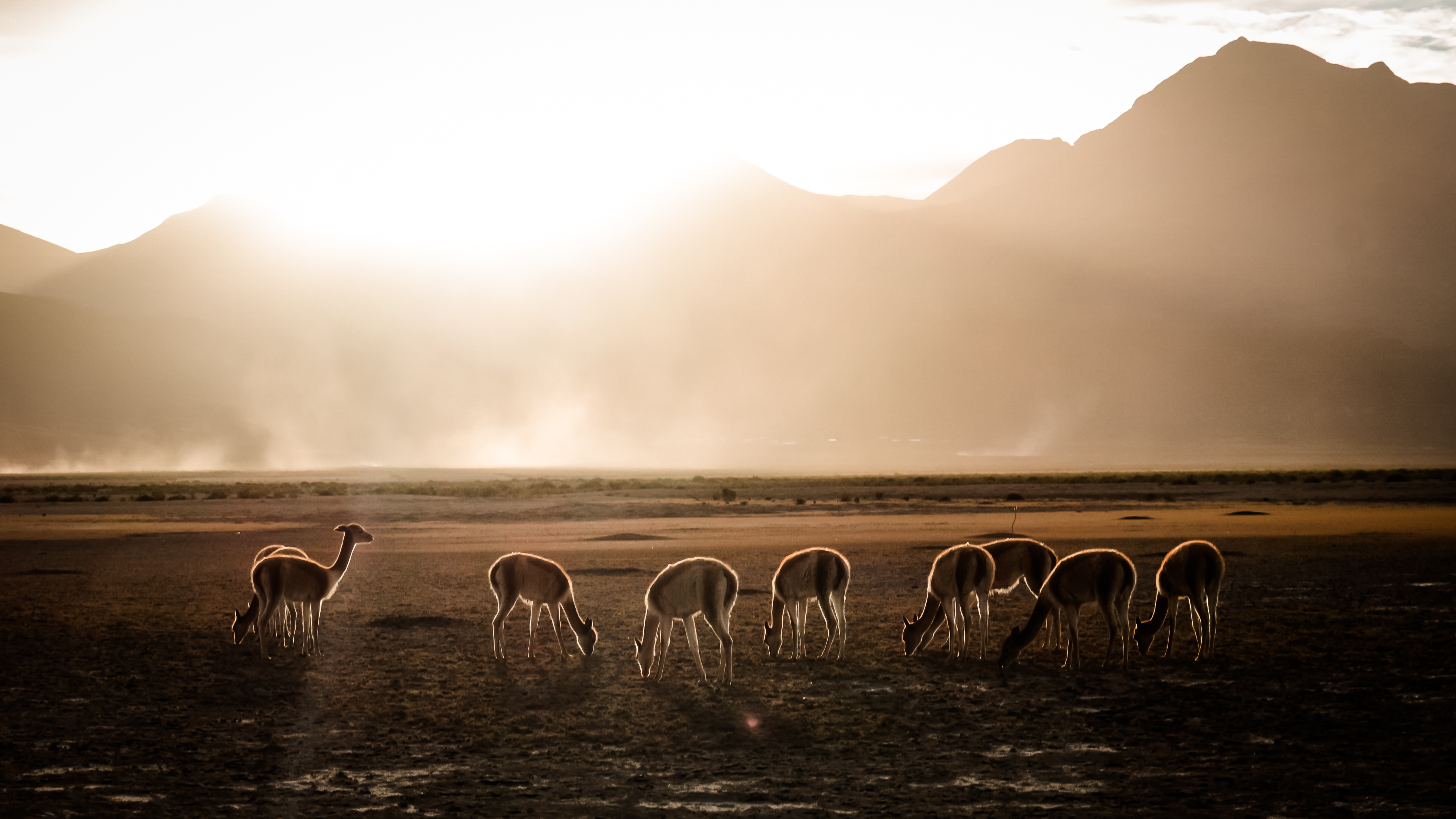
Guanacos en el Parque Eduardo Abaroa

Las hembras esperan a quedar embarazadas hasta que están en buenas condiciones ambientales. Dan a luz cada dos años a un chulengo durante los meses de verano. La gestación es de once meses. Solo el 30% de los chulengos nacidos en la naturaleza sobreviven hasta edad adulta.

### Comunicación
El guanaco tiene varias maneras de comunicación. Usa las posiciones de las orejas, el cuerpo, y la cola. También usa su voz y sonidos que van desde trinos agudos hasta bufidos y chillidos. Su estiércol es otro método de comunicación y el estiércol marca territorio.

### Adaptaciones
Para sobrevivir el clima duro y variable, los guanacos han desarrollado adaptaciones fisiológicas que les permiten responder a los cambios de ambiente. Al ajustar la posición de su cuerpo, el guanaco puede “abrir” y “cerrar” ventanas termales—áreas de lana delgada—para regular la cantidad de piel expuesta y reducir la pérdida de calor rápidamente.

### Niveles de hemoglobina
Los guanacos se encuentran a menudo en grandes altitudes, hasta 4 000 m s. n. m.]] Para que los guanacos sobrevivan en los bajos niveles de oxígeno de estas grandes altitudes, su sangre es rica en glóbulos rojos. Una cucharadita de sangre de guanaco contiene alrededor de 68 000 millones de glóbulos rojos, cuatro veces más que un humano.

### Lana de guanaco
La lana de guanaco está muy valorada en el mercado internacional y es apreciada por su suavidad y calidez. Aunque algunos guanacos viven en cautiverio con el fin de producir lana, los esfuerzos por capturar, esquilar, y liberar guanacos silvestres han aumentado rápidamente desde que comenzaron estas iniciativas a fines de la década de 1990. La demanda de esquila del guanaco está creciendo y Argentina produce ahora 150 kg de lana de guanaco al año. La lana de guanaco se considera más fina que la de alpaca pero más tosca que vicuña.

### Domesticación
En general, se cree que el guanaco fue domesticado ya en el tercer milenio antes de Cristo y que la llama desciende de él. Recientes estudios de ADN han demostrado que, contrariamente a lo que se suponía, la alpaca probablemente no descienda directamente del guanaco, sino de la vicuña. Sin embargo, dado que todos los camélidos del Nuevo Mundo pueden cruzarse y dar a luz híbridos fértiles, no se pueden descartar diversos cruces entre las dos formas salvajes de la llama y la alpaca.
Los grandes daños ocasionados por el sobrepastoreo de los rebaños de ovejas y ganado vacuno en la Patagonia, ha llevado a que en algunas estancias se mantengan guanacos adaptados para la producción de carne. Actualmente, en Argentina y Chile su consumo se halla aceptado por sus valores nutricionales, cuenta con una similitud a la carne vacuna en cuanto a aspecto, un sabor muy suave particularmente por ser un animal silvestre  y la principal característica es que es muy magra con menos colesterol. Debido a esto su con comercialización y cuenta con exportaciones mundiales.En la provincia de Santa Cruz existe un frigorífico especializado en la carne de guanaco con proyecciones de exportar hacia China por el potencial nutricional de la carne.
Existen testimonios de pobladores que domesticaron a las crías de estos animales. Los resultados fueron un animal muy dócil y cariñoso que busca la compañía humana y de otros animales domésticos. Sin embargo, el animal se mostraba agresivo cuando se encontraba de improviso con personas que no conocía. Una vez alcanzó la edad adulta se alejó por sus propios medios y se unió a las tropillas de guanacos vecinas.

## Distribución geográfica

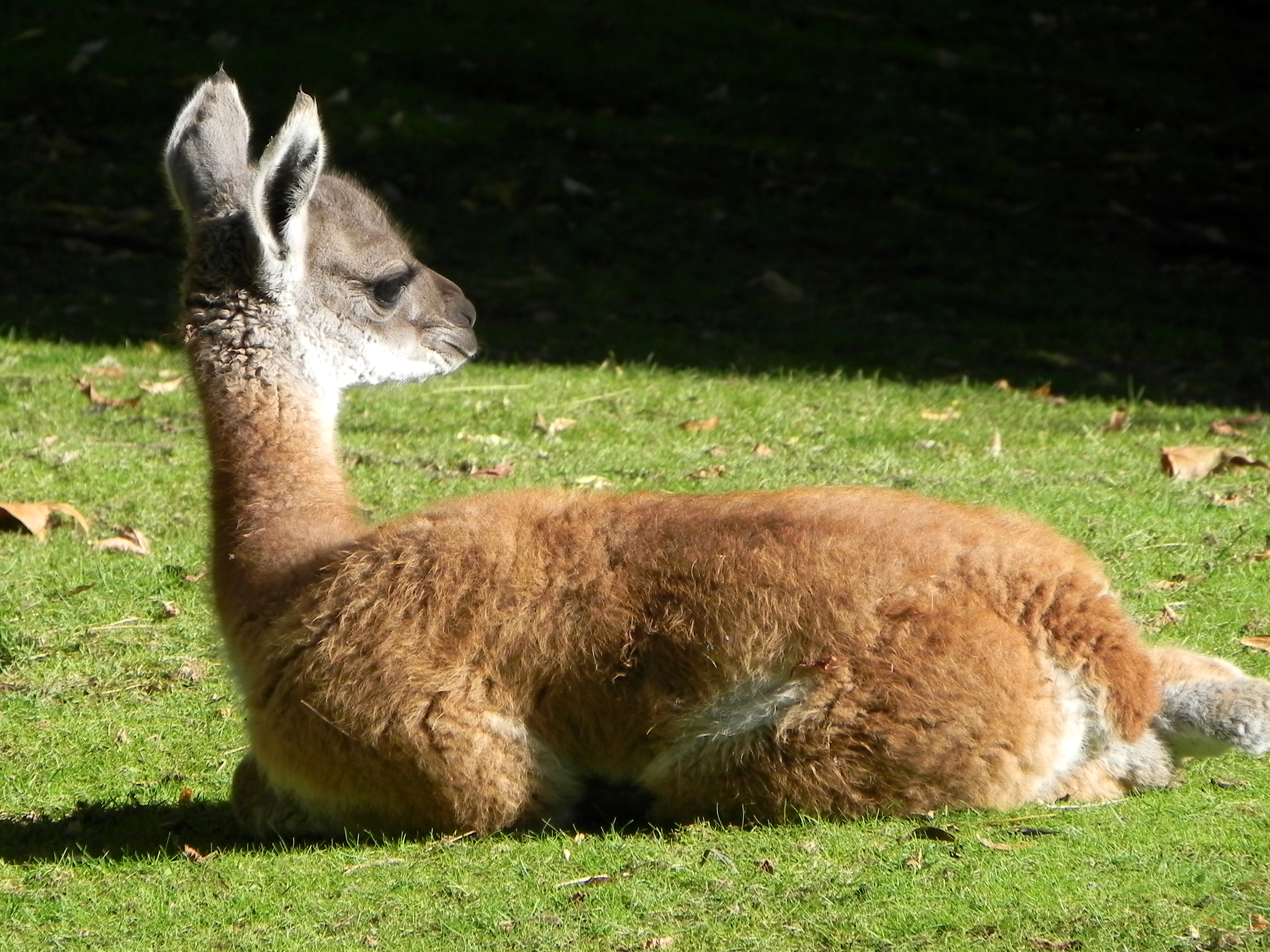
Un chulengo, ejemplar juvenil de guanaco.

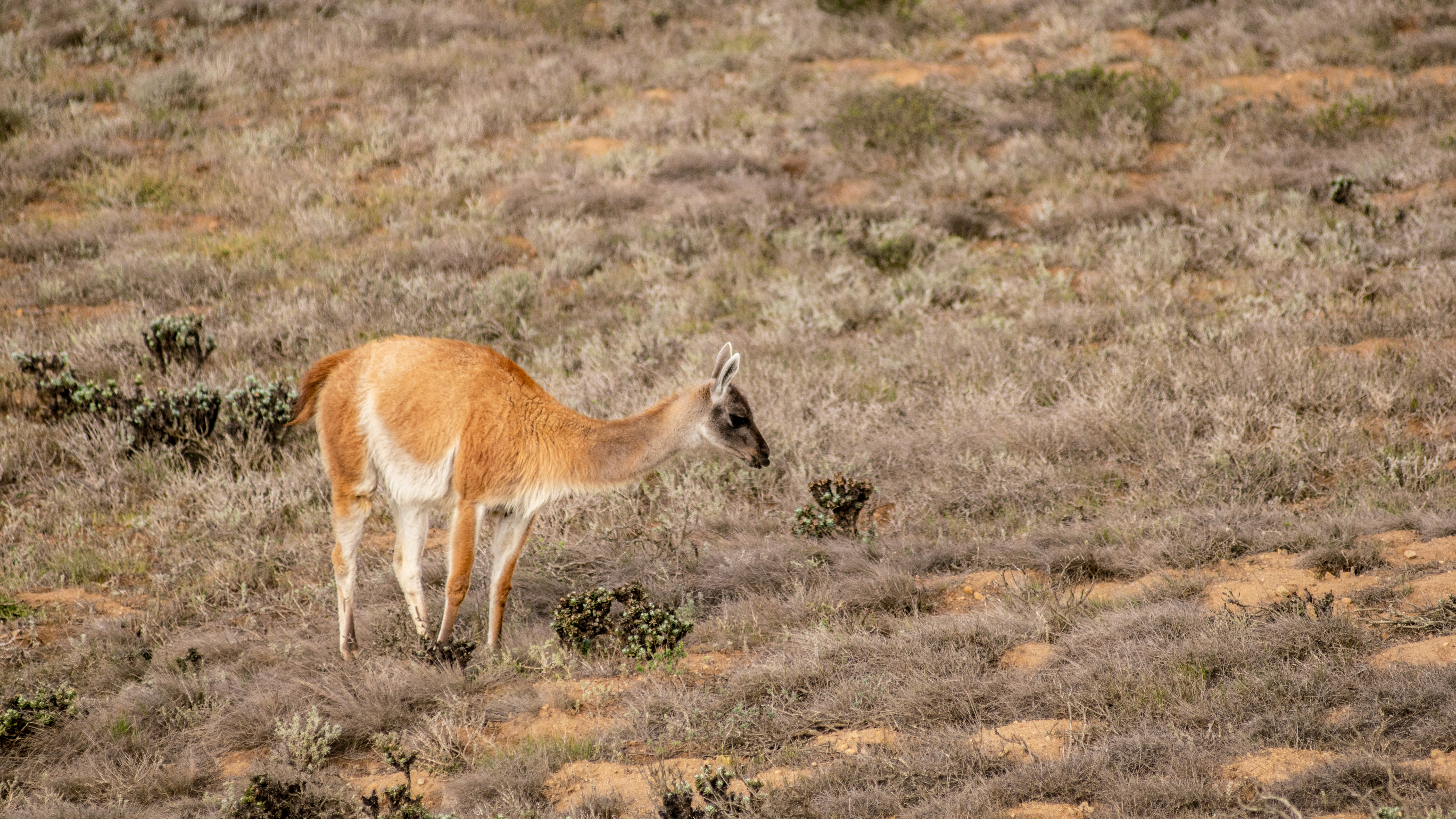
Guanaco en el parque nacional Fray Jorge, Coquimbo.

Habita solo en América del Sur, manteniendo poblaciones en todo el oeste de la Argentina y de Bolivia, gran parte de Chile, y poblaciones menores en el oeste de Paraguay y Perú. Cuando los europeos llegaron a Sudamérica, estimaron su cantidad en 500 000 ejemplares.[cita requerida]
Por efecto de la cacería descontrolada y el deterioro de su hábitat hay zonas en las que el guanaco es considerado una especie en peligro, ya que son cazados por su carne, cuero y lana. En la región alto andina y puneña las poblaciones son pequeñas, encontrándose en muchos casos en una disminución progresiva de sus números.
ArgentinaSu distribución sufrió una retracción del 58 %; aun así es muy amplia, ya que posee el 95 % de la población mundial de esta especie; se distribuye desde la Puna hasta el canal Beagle en el extremo sur de la Patagonia argentina. En ese país goza de cierta protección; la provincia de Mendoza lo ha declarado monumento natural provincial por la ley n.º 6599 sancionada el 12 de mayo de 1998 y su caza está estrictamente prohibida. Ello ha derivado en una notoria recuperación de la población de la especie; sobre todo, en Paramillos de Uspallata. En otras provincias se permite la esquila viva del guanaco, para aprovechar su fibra. En general, las mayores densidades de guanacos se asocian a aquellos espacios que presentan una mayor cobertura vegetal, como matorrales altos, terrenos irregulares, existencia de refugios, pendientes abruptas y vías de escape frente a depredadores:En la Provincia del Neuquén, existe una reserva natural llamada Auca Mahuida donde entre otras especies animales se protege a los guanacos y existe una importante población de ellos.
En la Provincia de Tierra del Fuego se contempló su importancia y relevancia en la provincia, por lo que es una especie protegida.
ChileSu distribución sufrió una retracción del 75 %. Goza de protección en varias reservas naturales, como por ejemplo, en el parque nacional Torres del Paine.
PerúEs una especie seriamente amenazada de extinción, pese a lo cual se le caza por «deporte», debido a que este estatus de peligro no es conocido por la opinión pública. En ese país su distribución sufrió una retracción del 75 %; antiguamente su geonemia se extendía también por los desiertos costeros.  Hoy goza de protección en varias reservas naturales altoandinas como por ejemplo en Salinas y Aguada Blanca.
BoliviaEstá reducido a su mínima expresión.
ParaguayQuedan apenas algunas tropillas en el parque nacional Médanos del Chaco, Departamento Boquerón, en pleno Chaco Paraguayo.
EcuadorSe lo considera extinto (Puig 1991).[cita requerida]

### Conservación
Cuando los españoles llegaron a Sudamérica, se calcula que había unos 50 millones de ejemplares de guanacos salvajes. Desde entonces han sido cazados por su piel, pero sobre todo para ganar terreno de pastoreo para los rebaños de ovejas. Debido a la extinción masiva de guanacos, en la actualidad queda una población de 1 500 000 guanacos, solo algo más del uno por ciento del número original. La UICN los cataloga como «no amenazados».
En febrero de 2024 el guanaco, fue añadido a la lista de la Convención sobre la Conservación de las Especies Migratorias de Animales Silvestres (CMS), durante una reunión de la Convención en Uzbekistán, gracias a una iniciativa regional que involucró a científicos y organizaciones de varios países sudamericanos. Las principales amenazas para esta especie incluyen el sobrepastoreo ganadero, la aridez creciente debido al cambio climático y la caza. La presencia de alambrados en los campos también obstaculiza su capacidad de migración y acceso a alimentos. La inclusión del guanaco en la lista de la CMS podría fortalecer iniciativas de conservación y promover pautas de manejo sustentable en su hábitat a lo largo de la Cordillera de los Andes, desde el altiplano hasta Tierra del Fuego.